# Garçonne
Garçonne: Junggesellin (letterlijk "Garçonne: De alleenstaande vrouw"), of kortweg Garçonne, was een Duits tijdschrift gericht op lesbische vrouwen dat tussen oktober 1930 en 1932 elke twee weken verscheen. Het tijdschrift was deels een voortzetting van Frauenliebe.

## Naam
De naam van het blad is een opvallende; de term garçonne is namelijk van oudsher een Franstalige term en verwijst in die taal naar een jongensachtig meisje. De term is in de Franse taal vergelijkbaar met het woord flapper in de Engelse en past daardoor geheel binnen de tijdsperiode. Hoogstwaarschijnlijk verwijst het woord hier echter ook naar schrijver Victor Margueritte die in zijn boek La garçonne een hoofdpersoon beschreef die biseksueel gedrag vertoonde, een logische keuze voor een lesbisch tijdschrift.

## Productieteam
Garçonne werd gepubliceerd door dezelfde uitgever als Frauenliebe, Karl Bergmann. Ook de hoofdredactrice, Karen, bleef aan, net als de rest van het team. Bekende schrijfsters Ruth Roellig en Annette Eick bleven voor het tijdschrift werken.
De concurrentie die zich tussen Die Freundin en Frauenliebe voordeed, zette zich eveneens gewoon door onder de nieuwe naam. De concurrerende Deutschen Freundschaftsverband (in de persoon van Bergmann) en Bund für Menschenrecht (in de persoon van Friedrich Radszuweit, uitgever van Die Freundin) waren namelijk nog altijd op de achtergrond betrokken bij de bladen. Er was dan ook een duidelijk verschil tussen de lezeressen van Die Freundin enerzijds en de Frauenliebe en Garçonne anderzijds. De laatste groep was elitairder en had sterker een indeling tussen mannelijke en vrouwelijke vrouwen (vergelijkbaar met het huidige verschil tussen butch en femme). Ze namen geen mannen op in hun groep en hielden zich minder bezig met de politiek dan de vrouwen van Die Freundin, voor wie politiek engagement een must was.

## Bereik
Hoewel de Garçonne in Berlijn gepubliceerd werd, had het een aanzienlijk bereik binnen geheel Duitsland. Een vrouw uit Karlsruhe schreef: "Ik kan niet langer zonder dit tijdschrift Garçonne". Een andere vrouw uit Görlitz meende dat het blad voor "eenzame vrouwen hun beste vriend [...] een vreugde [en] een groet uit de wereld is waartoe ook zij behoren".
Ook in het buitenland werd het blad gevolgd. In 1931 werd een artikel geschreven dat inging op het gebrek aan lesbische organisaties in Zwitserland. Al snel werd daar Amicitia opgericht, dat die leemte wilde vullen.